# Список депутатов Верховного Совета Украинской ССР 8-го созыва

Верховный Совет УССР 8-го созыва:
- Начало полномочий: 14 июля 1971 года.
- Окончание полномочий: 4 июля 1975 года.
- Состав: 482 депутата ( выбыло / доизбрано  — 10/8 депутатов).
- Сессии: 9 (Киев).

Из общего числа депутатов в составе Верховного Совета УССР восьмого созыва — 146 рабочих и 97 колхозников, или 50,2 % всех депутатов. Национальный состав депутатов: украинцев 382 человека, или 79 %, русских и представителей других национальностей — 102 человека, или 21 %. 217 депутатов, или 44,8 %, не избирались депутатами предыдущего созыва. Среди депутатов 201 женщина.
Среди депутатов 69,1 % членов и кандидатов в члены КПСС.
Председатель Верховного Совета Украинской ССР — депутат Белый М. У., заместители Председателя — депутаты Гаврилова Т. А., Качаловский Е. В., Н. В. Мищенко, Г. И. Пуденко.
Верховный Совет Украинской ССР восьмого созыва (1971—1975 гг.) принял такие основополагающие акты, как Закон о государственном пятилетнем плане развития народного хозяйства республики на 1971—1975 годы, законы о районном и о городском, районном в городе Советах депутатов.